# FUD
FUD（英: Fear, Uncertainty and Doubt、直訳すると「恐怖、不安、疑念」）は、販売、マーケティング、パブリック・リレーションズ、政治、プロパガンダで使われる修辞および誤謬の戦術の一種。FUDとは一般に、大衆が信じていることに反するような情報を広めることで、大衆の認識に影響を与えようとする戦略的試みである。例えば、個々の企業が競合他社の製品について悪い印象と憶測を与えるためにFUDを利用する。すなわち、他社製品に乗り換えるにはコストが掛かりすぎると思わせたり、潜在的ライバルでもあるビジネスパートナーに対して影響力を保持しようとしたりする場合である。FUDの技法は粗野で単純な場合もあるし、間接的な手法を使った巧妙なものである場合もある。
この用語は、コンピュータハードウェア業界での偽情報戦術を表す言葉として生まれ、その後より広い意味で使われるようになっていった。FUDは恐怖に訴える論証の具体例でもある。

## 定義
FUDという言葉を最初に使ったのはジーン・アムダールで（1975年ごろ）、彼がIBMを退職して自身の会社アムダール社を創業した後のことである。彼は「FUDとは、アムダールの製品も考慮していたかもしれない潜在的顧客に対してIBMの販売員が教え込む恐怖と不安と疑念である」と述べている。また、モルガン・スタンレーの古参コンピュータアナリスト Ulrich Weil が起源とする説もあるが、実際のところFUDという省略形でなければ1920年代ごろから使われていたフレーズであった。
エリック・レイモンドは次のように書いている。
The idea, of course, was to persuade buyers to go with safe IBM gear rather than with competitors' equipment. This implicit coercion was traditionally accomplished by promising that Good Things would happen to people who stuck with IBM, but Dark Shadows loomed over the future of competitors' equipment or software. After 1991 the term has become generalized to refer to any kind of disinformation used as a competitive weapon.—エリック・レイモンド、"The Jargon File: FUD"
（訳）その考え方はもちろん、競合他社の製品ではなく安全なIBMの製品を買わせるべく説得することだった。この暗黙の強制はIBMを選んだ人に明るい未来を約束することで行われてきたが、同時に競合他社の装置やソフトウェアの未来は暗い影で覆われていった。1991年以降、この用語は競争相手に対して偽情報を使うあらゆる手法を指すようになった。
あまりよく知られていない製品の欠点について疑わしい情報を広めることにより、相対的な技術的利点がどうであれ、意思決定者が大企業の製品ではなくその他社の製品を選ぶことを思いとどまらせることができる。これは実際に認識されている現象であり、「IBM製品を購入してクビになった者はいない」という言葉がそれを端的に表している。結果として多くの企業のIT部門は、技術的には他社製品が優位だと分かっていても、経営陣がブランドとして認識している企業の製品を購入することになる。

## 現代の例
多くの場合IBMが例として挙げられていたが、1990年代以降はマイクロソフトと結びつけて語られることが多くなった。Roger Irwin は次のように述べている。
Microsoft soon picked up the art of FUD from IBM, and throughout the 80's used FUD as a primary marketing tool, much as IBM had in the previous decade. They ended up out FUD-ding IBM themselves during the OS2 vs Win3.1 years.—Roger Irwin、"What is FUD"
（訳）「マイクロソフトは即座にIBMからFUDの技法を学び、IBMがその前の時代に行ったように、80年代にはFUDを最大のマーケティングツールとして使った。最終的にはIBM自身のOS/2とWin3.1の競争の際までFUDを使った。
漏洩したマイクロソフトの内部文書である「ハロウィーン文書」には、「OSSは長期的に信用でき……（したがって）FUD戦術では戦えない」とあった。実際オープンソースソフトウェア (OSS)、特にGNU/Linuxコミュニティは、次のようにマイクロソフトのFUDの対象とされてきたと広く認識されている。
- GNU General Public License (GPL) の「ウイルス的性質」に関する文章[9]
- ソフトウェアの特許について判例が確立する以前に「…FOSSは少なくとも235件のマイクロソフトの特許に抵触している」という文章がマイクロソフトから出ている[10]。

### SCO対IBM
2003年、SCOグループはIBMとの裁判で50億ドルの知的財産権侵害を申し立てたが、これも一種のFUDである。これに対してIBMはSCOが "fear, uncertainty, and doubt" を広めようとしていると反論した。
下級判事 Wells（および判事 Kimball も同意）は、SCOの主張について次のように述べた。「当法廷はSCOの弁論に説得力がないと判断する。SCOの主張は、SCOがIBMに対して『申し訳ないがあなたがどういう悪さをしたのかは教えられない。何故ならあなたは既にそれを分かっているからだ…』と言っているようなものだ。SCOはIBMに何を侵害されたか詳細を開示するよう要求されたが…、当法廷はSCOが…全てをテーブルにさらけ出さないことは許しがたいと判断する。ニーマン・マーカスから出てきた人を万引き犯として呼び止めたら、彼が何を万引きしたのかを指摘すべきである。SCOの弁論は「あなたは自分が何を盗んだか知っているはずだから、私からは教えない」と言っているようなものだ。あるいは被疑者にニーマン・マーカスの商品カタログを示して『盗んだものはこの中にある。指差しなさい』と言っているようなものだ」
SCOの社長兼CEO Darl McBride はFUDキャンペーンの一環として、Linuxユーザーコミュニティで多くの人が感じていることの一部として以下の主張をした。
1. 「IBMは我々の企業秘密を入手し、それをLinuxに与えた」
2. 「我々はLinuxカーネルとUnixWareのコードを1行ずつ比較し、同じ部分がないか探している」
3. 「…さらなる企業がSCOの資産のライセンス提供を受けない限り…（SCOは）リーナス・トーバルズを特許権侵害で訴える用意がある」
4. 「両社（IBMとレッドハット）は責任を顧客に押し付け、彼らを訴えられるものなら訴えてみろとあざけった」
5. 「我々はユーザーを訴えることもできるし、必要ならそうするだろう。AIX（IBMの独自UNIX）の全てのコピーを破壊することは、SCOグループの権利である」
6. 「（2003年）6月13日現在、IBMと話し合う用意があるし、その顧客とも話し合い記録する用意がある。IBMにはもはやAIXを販売し配布する権利は無く、顧客にはAIXソフトウェアを使う権利がない」
7. 「もし通例のように訴訟を長引かせて、その間市場を不安で覆うつもりならば…」
8. 「ユーザーが稼動させているシステムは基本的に海賊版ソフトウェアあるいは盗まれたソフトウェアを含んでおり、彼らにも責任がある」

このキャンペーンにより、SCOの株価は数週間で3ドルから20ドルに急上昇した。ただし、後に約1.2ドルまで下落し、2007年8月13日にノベルがUNIXの著作権を所有しているという判決が出ると50セント以下に落ち込んだ。

## コンピュータ業界以外
FUDはコンピュータ業界以外でも同じ意味で使われることが多くなっている。例えば政治において、一方がもう一方をFUDを使って問題をごまかそうとしていると非難するといった場合がある。ジョージ・W・ブッシュの支持団体、特に Swift Vets and POWs for Truth などは2004年アメリカ合衆国大統領選挙でFUDベースのキャンペーンを行ったとして非難されている。
評論家によれば、政治的FUDの例として「ドミノ理論」、「電子版真珠湾攻撃」、「大量破壊兵器」などがある。
2003年、カルテックス (Caltex) はオーストラリアでFUD戦術を採用し不評を買った。後に漏洩した内部メモによると、同社は加盟店に不安を与えるFUD戦術により、利益を増やそうとしていた。これがオーストラリア上院で取り上げられた。同社の経営陣はそのメモは採用されなかったものであり、同社の方針には反映されていないとした。
- アメリカでは不動産業者を介さずに家を売る人が増えたため、不動産業者はFUD戦術を採用するようになった。すなわち、不動産売買では法律に明るい者が文書作成する必要があり、一般人には無理だ（プロに任せたほうが安心）という広告を展開した[18][19]。
- 警備業界でもFUDは販売促進の重要な戦術の1つと認識されている。ただしこの場合、FUDで述べられた（暗示された）脅威がなかなか具現化しないと、顧客が離れてしまうという問題もある[20]。